# Alexander Pawlowitsch Werschinin

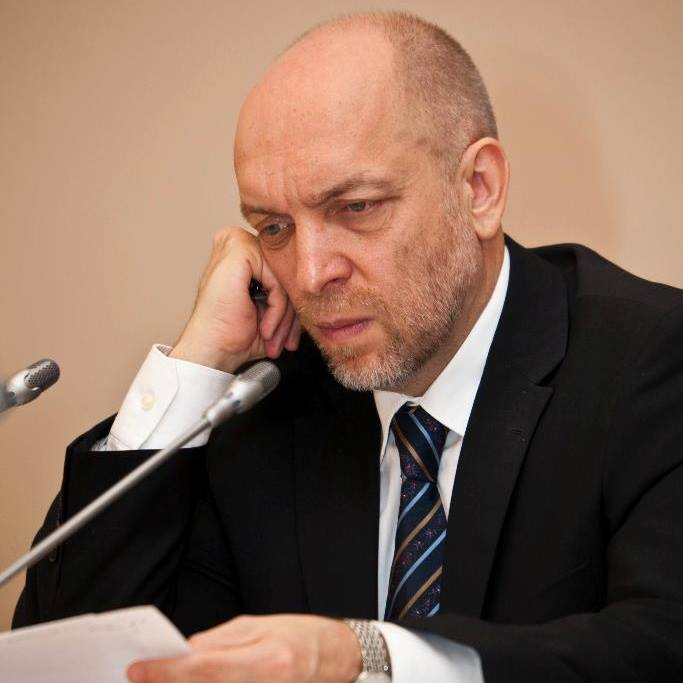
Alexandr Werschinin

Alexandr Pawlowitsch Werschinin (russ. Александр Павлович Вершинин; geb. am 12. Oktober 1957) ist ein russischer Anwalt, Doktor der Rechtswissenschaften und Professor. Er war der erste Leiter der Präsidentenbibliothek Boris Jelzin, die er von 2009 bis 2018 geführt hat. Seit dem 27. August 2018 ist er der leitende Direktor der Russischen Nationalbibliothek.

## Leben
Werschinin schloss 1983 die juristische Fakultät der Staatlichen Schdanow-Universität Leningrad mit Auszeichnung ab. 1986 promovierte er, indem er seine Dissertation zum Thema „Der Inhalt der zivilprozessualen Rechtsbeziehungen“ (russ. «Содержание гражданских процессуальных правовых отношений») verteidigte. Anfang 1990er Jahre wirkte er an der Schaffung neuer Justizorgane (Schiedsverfahren, Notariat, Advokatur) mit und war in der Rechtspraxis (als Beratung, Vertretung und Sachverständiger) tätig. Er kombinierte praktische Arbeit mit Lehrtätigkeit an der juristischen Fakultät der Staatlichen Universität St. Petersburg und war Assistent, Oberlehrer, Assistenzprofessor und Professor. Er forschte aktiv an der Staatlichen Universität und an deutschen Universitäten. 1998 habilitierte er, indem er seine Dissertation zum Thema „Wege zum Schutz der Bürgerrechte vor Gericht“ (russ. «Способы защиты гражданских прав в суде») verteidigte. Als Ergebnis der Dissertationsforschung wurde das Konzept der gerichtlichen Methoden zum Schutz der Bürgerrechte entwickelt und die Voraussetzungen für eine Vereinfachung des gerichtlichen Rechtsschutzes geschaffen. Er wies auf die Notwendigkeit hin, Schiedsverfahren und allgemein zuständige Gerichte zu vereinen, und schlug bei der Verteidigung seiner Dissertation vor, höhere Gerichte nicht nur in der Hauptstadt, sondern in anderen Städten – z. B. in St. Petersburg oder Jekaterinburg – zu erheben. In der Arbeit wurde auch auf die Aussichten hingewiesen, technische Mittel zur Informationsverarbeitung und insbesondere die Verwendung elektronischer Dokumente in Gerichtsverfahren in den Prozess einzuführen.
In den Jahren 2000–2001 lehrte er als Gastprofessor an der Universität Wien im Bereich Außenwirtschaftsrecht, 2008 im Bereich Energierecht an der Universität Lettlands. Von 2002 bis 2005 war er stellvertretender Handelsvertreter der Russischen Föderation in Deutschland. 2007 wurde er zum stellvertretenden Dekan der Rechtswissenschaftlichen Fakultät der Staatlichen Universität St. Petersburg für internationale Angelegenheiten ernannt. Er hat ein Masterprogramm im Energierecht entwickelt und dieses bis 2009 geleitet. Werschinin von 1999 bis 2019 war Mitglied des akademischen Rates der juristischen Fakultät der Staatlichen Universität St. Petersburg. Alexandr Pawlowitsch Werschinin ist Autor von mehr als 120 wissenschaftlichen Arbeiten, darunter acht Monographien und Lehrbüchern, und laut eLIBRARY.ru war sein Hirschfaktor zum 7. Februar 2020 bei 18.

## Leiter der Nationalbibliotheken

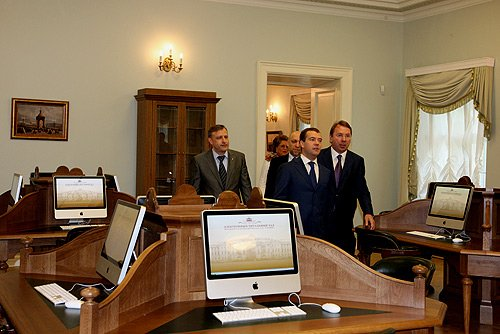
Der russische Präsident Dmitri Medwedew bei der Eröffnung der Präsidentenbibliothek Boris Jelzin

2009 wurde Werschinin der erste Leiter der Präsidentenbibliothek Boris Jelzin.
Die Präsidentenbibliothek ist eine der drei Nationalbibliotheken in Russland und das neueste multifunktionale Informationszentrum (in Bereichen Wissenschaft, Bildung, Kultur, Information und Analyse), das Informations- und Telekommunikationstechnologien einsetzt, um das mit der russischen Staatlichkeit zusammenhängende Wissen zu bewahren und zu verbreiten. Ende 2017 lag der Bestand der Präsidentenbibliothek bei über 600.000 Speichereinheiten (mehr als 60 Millionen Seiten), und Zahl der Nutzer lag bei 2 Millionen Personen. Zwischen 2009 und 2017 wurde in allen Regionen Russlands ein Netzwerk von mehr als 470 Zentren für den Fernzugriff auf die Mittel der Präsidentenbibliothek eingerichtet.
Am 27. August 2018 wurde Werschinin im Auftrag des Premierministers der Russischen Föderation zum leitenden Direktor der Russischen Nationalbibliothek ernannt. Im Jahr 2019 schlug Werschinin vor, an die Hauptfassade des Gebäudes mit Blick auf den Newski-Prospekt die historische Inschrift „Kaiserliche Öffentliche Bibliothek“ wieder anzubringen.

## Ehrungen
- Dankschrift des Ministeriums für wirtschaftliche Entwicklung der Russischen Föderation (2005)
- Ehrenarbeiter der höheren Berufsausbildung der Russischen Föderation (2009)
- Ehrenurkunde des Geschäftsführers des Präsidialamtes Russlands (2014)
- Dankschrift des Ministeriums für kulturelle Angelegenheiten der Russischen Föderation (2015)
- Ordensmedaille „Für Verdienste um das Vaterland“ (2018)

## Werke (Auswahl)
- Аспекты анализа правовых отношений // Правоведение. 1986. No 5. С. 54—58 (dt. „Aspekte der Analyse der Rechtsbeziehungen“, 1986)
- Упрощение и ускорение советского гражданского процесса: опыт теории и практики (20-е годы) // Вестник ЛГУ. Сер. 6. 1988. Вып. 2 (№ 13). С. 60-65. (dt. „Vereinfachung und Beschleunigung des sowjetischen Zivilprozesses: Theorie und Praxis (1920er Jahre)“, St. Petersburg, 1988)
- Деформация судебной защиты гражданских прав и интересов в конце 20-х - начале 30-х годов // Советское государство и право. 1989.№ 8. С. 132-136. (Страницы истории) (dt. „Deformation des gerichtlichen Schutzes der Bürgerrechte und -interessen in den späten 1920er und frühen 1930er Jahren“, 1989)
- Юридическое образование в Федеративной Республике Германии :Опыт организаций // Правоведение. 1992. № 1. С. 76 - 80 (dt. „Juristische Ausbildung in der Bundesrepublik Deutschland: Organisatorische Erfahrung“, 1992)
- Internationale Handelsschiedsgerichtsbarkeit in Rußland//Internationale Schiedsgerichtsbarkeit: Generalbericht und Nationalberichte = Arbitrage International/von Peter Gottwald; Peter F. Schlosser (Hrsg.).- Bielefeld:Gieseking, 1997. S. 759–778
- Электронный документ: правовая форма и доказательство в суде : учебно-практическое пособие. Москва : Городец, 2000. - 247 с. (dt. „Elektronisches Dokument: Rechtsform und Beweismittel vor Gericht. Ein Studienbuch“, Moskau, 2000)
- Выбор способа защиты гражданских прав. Санкт-Петербург: Специальный юридический факультет по переподготовке кадров по юридическим наукам Санкт-Петербургского государственного университета, 2000. - 382 с. (dt. „Wie man einen Weg zum Schutz der Bürgerrechte wählt“, St. Petersburg, 2000)
- Энергетическое право : учебно-практический курс. Санкт-Петербург: Издательский Дом С.-Петербургского гос. университета, Издательство юридического факультета СПбГУ, 2007. - 242 с. (dt. „Energierecht: Ein Studienbuch“, St. Petersburg, 2007)
- Die Entgeltregelung in der Elektrizitätswirtschaft: die Entwicklung der Gesetzgebung//Russisches Energierecht (Gesetzessammlung). F.J. Saecker.Handbuch zum deutsch-russischen Energierecht. Frankfurt M., Berlin, Bern, Bruxelles, New York, Oxford, Wien 2009. S. 41–52
- Электронный Свод законов и правовая информатизация в России // Известия высших учебных заведений. Правоведение. 2010, № 4 (291) (dt. „Elektronisches Gesetzbuch und Rechtsinformatik in Russland“, 2010)
- Медиалексикон: словарь-справочник. Санкт-Петербург: издательство "Профессия", 2015. - 127 с. (dt. „Medialexikon: Ein Handwörterbuch“, St. Petersburg, 2015)